# Asplanchna intermedia
Asplanchna intermedia är en hjuldjursart som beskrevs av Hudson 1886. Asplanchna intermedia ingår i släktet Asplanchna och familjen Asplanchnidae. Inga underarter finns listade i Catalogue of Life.